# Aiguebelette-le-Lac
Aiguebelette-le-Lac är en kommun i departementet Savoie i regionen Auvergne-Rhône-Alpes i sydöstra Frankrike. Kommunen ligger i kantonen Le Pont-de-Beauvoisin som tillhör arrondissementet Chambéry. År 2022 hade Aiguebelette-le-Lac 247 invånare.
Kommunen har fått sitt namn efter Aiguebelettesjön, en av Frankrikes största naturliga sjöar.

## Befolkningsutveckling
Antalet invånare i kommunen Aiguebelette-le-Lac
| Referens: INSEE |